# Museu Juan Manuel Blanes
El Museu Juan Manuel Blanes (en castellà i oficialment, Museo de Bellas Artes Juan Manuel Blanes) és un museu d'art ubicat a Montevideo, la capital de l'Uruguai.
El museu, dedicat al pintor uruguaià del mateix nom, es troba al barri de Prado sobre l'Avenida Millán 4015, en un edifici construït el 1870 l'estil del qual evoca el Renaixement italià.
A més de les pintures de Blanes, hi ha obres d'altres artistes uruguaians com Pedro Figari, Álvaro Amengual, José Cuneo i Rafael Barradas, així també com d'artistes estrangers, entre ells Courbet i Vlaminick. L'edifici es troba envoltat per un gran parc on el 2001, amb motiu del 80è aniversari de l'ambaixada del Japó a Montevideo, es va inaugurar un jardí japonès.

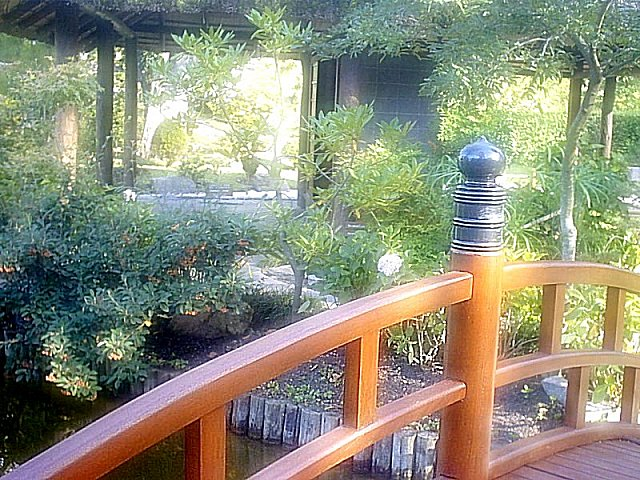
Jardí japonès, fora del museu

## Instal·lacions
- Sala Juan Manuel Blanes - Exposició permanent: Juan Manuel Blanes (1830-1901).
- Sala Pedro Figari - Exposició permanent: Pedro Figari (1861-1938).
- Claustre per a esdeveniments especials, amb una excel·lent acústica.
- Llibreria i botiga - hall d'entrada (des de l'any 1993 gestionat per Amigos del Museo).
- Jardí Japonès - jardí japonès, fora del museu.

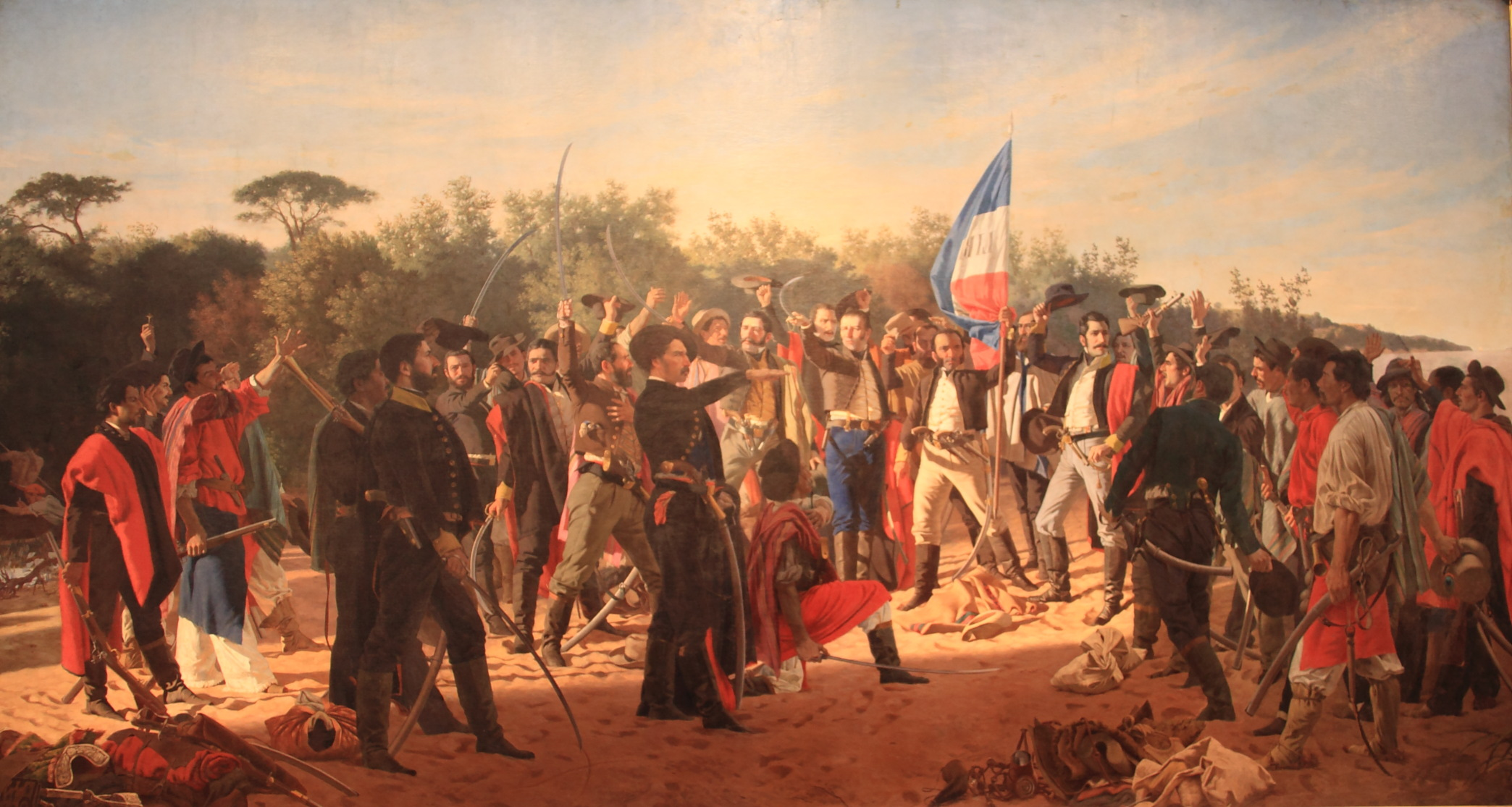
El Juramento de los Treinta y Tres Orientales per Blanes.